# Иешуа Га-Ноцри (значения)
Иешу́а га-Ноцри́ (ивр. ישוע הנוצרי‎), Иешуа из Назарета — реконструируемая исходная форма (обратный перевод) евангельского прозвища Иисуса Христа (греч. Ἰησοῦς Ναζωραῖος или Ναζαρηνός, в Синодальном переводе Нового Завета — Иисус Назарянин). Имя Иешуа га-Ноцри упоминается в Талмуде. Смысл прозвища «Га-Ноцри» — «Назареянин» — неясен и может восходить к месту происхождения Иешуа (в христианской традиции: Назарет), но едва ли к слову «Назорей» (евр. назир), с которым сближается лишь в греческой передаче.
Иисус Христос получил распространённое среди иудеев имя (восходящее к военачальнику Иисусу Навину) и мог иметь прозвище по месту своего происхождения. Именно к этой сущности, при изображении Христа, обращались богоборческие авторы (которые отрицали само наличие божественной составляющей в Иисусе), а также многие мистики, как в художественных произведениях, так и в эзотерической литературе. В качестве примеров можно привести:
- Йешу (га-Ноцри[3]) — персонажа средневекового антихристианского памфлета Толедот Йешу, обычно отождествляемого с Иисусом (имя записывается иначе: ישו).
- Иешуа Ганоцри — главного персонажа атеистической пьесы Сергея Чевкина «Иешуа Ганоцри. Беспристрастное открытие истины», 1922 год[2].
- Иешуа Га-Ноцри — персонажа романа Михаила Булгакова «Мастер и Маргарита».
- Иешуа, или Йашуа (англ. Yahshuah), — форма еврейского имени Иисус, которая отрицается большей частью лингвистов и библеистов, изучающих древние языки[4], и используется в некоторых направлениях мистического и эзотерического христианства.